# Pearl Carr & Teddy Johnson

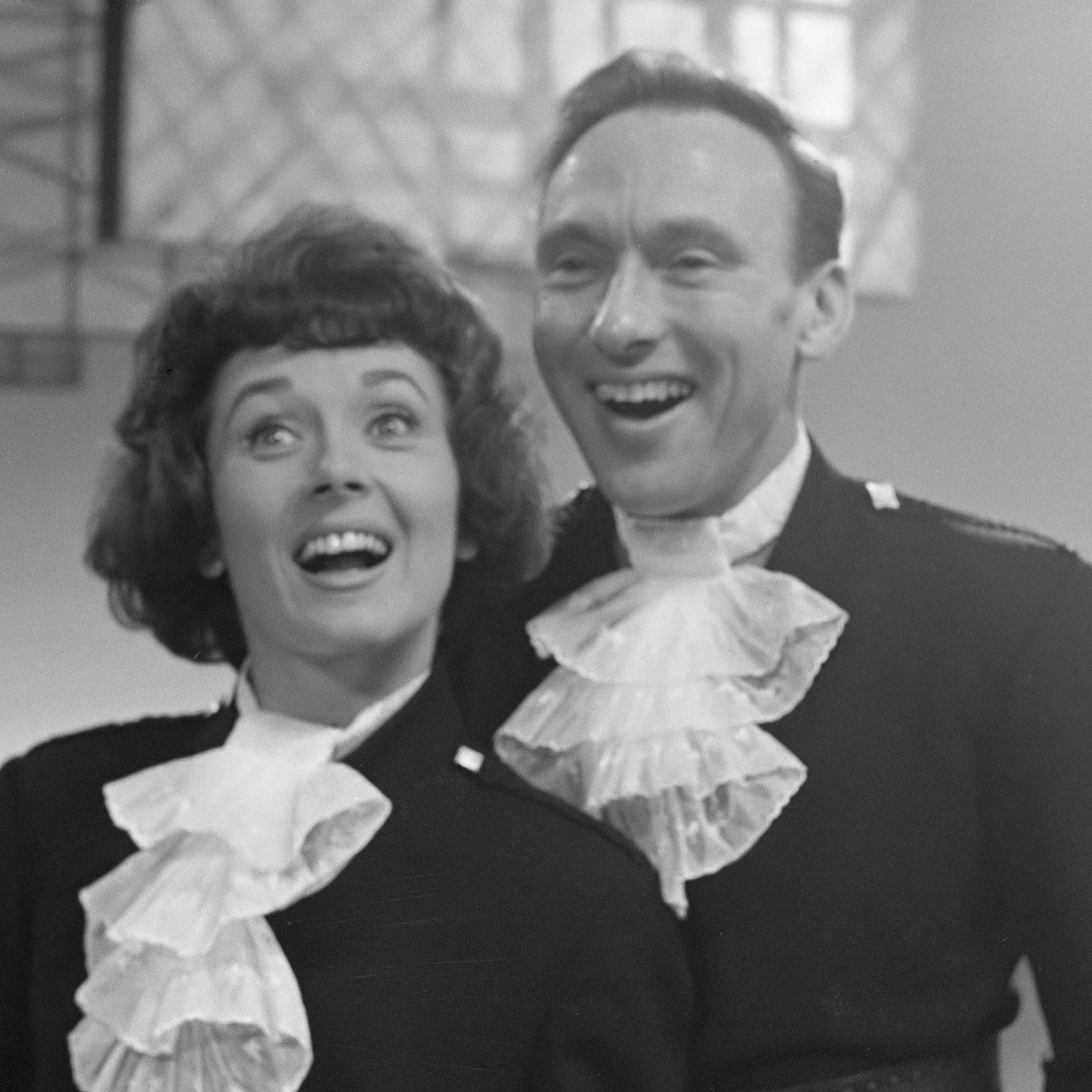
Pearl Carr & Teddy Johnson (1962)

Das Ehepaar Pearl Lavinia Carr (* 2. November 1921 in Exmouth, Devon; † 16. Februar 2020) und Edward Victor Johnson (* 4. September 1919; † 6. Juni 2018), kurz Pearl Carr & Teddy Johnson, war ein in den 1950er und 1960er Jahren erfolgreiches britisches Gesangsduo.

## Vor 1955
Vor ihrer Heirat 1955 waren Carr und Johnson bereits solo erfolgreich: Erstere erreichte als Sängerin bei den Keynotes 1956 mit zwei Titeln die britischen Singlecharts – mit Memories are made of this auf Platz acht und mit You can’t be true to two auf Platz elf. Sie sang auch im Radio und war als Comedian unterwegs.
Teddy hatte als Jugendlicher seine eigene Band, war von Beruf Schlagzeuger und wirkte bei Columbia Records bei Schallplattenaufnahmen mit. Bei Radio Luxemburg arbeitete er als DJ und trat in Fernsehsendungen wie Crackerjack, einer Comedy-Reihe für Kinder, auf. In den Jahren 1950 und 1951 gelangen Teddy Johnson vier Top-Ten-Hits in den britischen Single-Charts, wobei der Titel Beloved Be Faithful # 1 erreichte und 16 Wochen in den Top Ten verblieb, 1951 folgten I’ll Always Love You (# 7), Our Very Own (# 8) und Rosaline (# 4).

## Das Duo
Nach ihrer Heirat hatten Carr und Johnson Engagements als Gesangs- und Schauspielduo. Sie traten regelmäßig in der Winifred-Atwell-Show und anderen Sendungen auf. 1959 nahmen sie an der britischen Vorentscheidung zum Eurovision Song Contest teil. Im ersten Halbfinale konnten sie sich mit dem Lied Sing little birdie für das Finale qualifizieren, das sie ebenfalls gewannen. Ihr zweiter Titel im Wettbewerb, If only I could live my life again, scheiterte im zweiten Halbfinale. Beim Eurovision Song Contest 1959 in Cannes belegte das Duo mit 16 Punkten den zweiten Platz; in Großbritannien erreichte die Single Platz zwölf in den Charts. Nach dem Erfolg wollte das Paar 1960 erneut Großbritannien vertreten und nahm wieder mit zwei Titeln an der Vorentscheidung teil. Im ersten Halbfinale konnten sie sich nicht qualifizieren, schafften aber in der zweiten Vorrunde mit Pickin’ petals den Sprung ins Finale, die Platzierung ist nicht bekannt. Sieger des Vorentscheids war Bryan Johnson, Teddy Johnsons Bruder. 1961 hatte das Duo noch einen kleinen Charterfolg und erreichte Platz 23 mit How wonderful to know. 1986 wurde ihnen eine Episode der Doku-Reihe This is your life gewidmet. Kurz darauf wirkten sie beim Musical Follies im Londoner Westend mit.